# 尼古拉耶夫斯克区
尼古拉耶夫斯克区（俄语：Николаевский район）是俄罗斯联邦伏尔加格勒州下辖的一个区，其行政中心为尼古拉耶夫斯克。据2016年统计，该区的人口为30060人。